# Moretown (Vermont)
Moretown est une municipalité (town) américaine de l'État du Vermont, située dans le comté de Washington. Lors du recensement de 2020, sa population s'élevait à 1 753 habitants.

## Géographie
La municipalité s'étend sur 104,2 km2 dans une vallée au pied des montagnes Vertes au sud-ouest de Montpelier, dans le centre du Vermont.
|            | Waterbury  | Middlesex |
| Duxbury    | Moretown   | Berlin    |
| Waitsfield | Northfield |           |

## Histoire
Le 29 août 2011, Moretown est dévastée par l'ouragan Irene. Plus de soixante bâtiments sont endommagés dont la mairie, le bureau de poste, l'église, l'école et le centre des pompiers.

## Politique et administration
La municipalité est administrée par un conseil de cinq membres élus (Selectboard) qui est responsable de la conduite générale des affaires locales. Il a pour fonctions de publier les règlements locaux, préparer le budget, superviser toutes les dépenses, gérer les employés municipaux et contrôler les bâtiments et les biens publics. Il est assisté de « justices de paix » élus et d'un administrateur (clerk town), réunis au sein du Conseil de l'autorité civile.